# داني غريني (لاعب كرة قدم أمريكية)
داني غريني (بالإنجليزية: Danny Greene)‏ هو لاعب كرة قدم أمريكية أمريكي، ولد في 26 ديسمبر 1961 في كومبتون في الولايات المتحدة.

## وصلات خارجية
- داني غريني على موقع مرجع كرة القدم المحترفة.كوم (الإنجليزية)